# Васильев, Иван Дмитриевич
Ива́н Дми́триевич Васи́льев (21 сентября (3 октября) 1897 года, Санкт-Петербург — 24 февраля 1964 года, Москва) — советский военачальник, генерал-полковник танковых войск (18 февраля 1958 года). Герой Советского Союза (3 ноября 1943 года).

## Начальная биография
Родился 21 сентября (3 октября) 1897 года (по другим данным, 15 октября) в Санкт-Петербурге в семье рабочего.
Окончил 7 классов 12-й гимназии в Петрограде в 1916 году.

## Военная служба

### Первая мировая и гражданская войны
В мае 1916 года призван в ряды Русской императорской армии, после чего проходил обучение на четырёхмесячных курсах при Павловском военном пехотном училище, после окончания которых был произведён в прапорщики, направлен в 9-й пехотный полк (3-я пехотная дивизия), в составе которого принимал участие в боевых действиях на Румынском фронте, находясь на должностях младшего офицера роты, командира роты. После Февральской революции был выбран солдатами командиром роты, а затем батальона. В конце декабря 1917 года подпоручик Васильев вместе с группой солдат полка покинул фронт и приехал в Петроград, где в конце февраля 1918 года вступил в красногвардейский отряд. Был назначен на должность квартального Полюстровского комиссариата, а затем находясь на должности командира красногвардейского отряда, принимал участие в охране города.
В декабре 1918 года был направлен в 1-й Коммунистический продовольственный отряд имени Бадаева, предназначавшийся для выполнения продразверстки на территории Украины. В составе продотряда, находясь на должностях члена коллегии при комиссаре отряда, заведующего отделом распределения и нештатного военрука, принимал участие в боевых действиях против поднявших мятеж вооружённых формирований Н. А. Григорьева на территории Криворожского уезда в мае 1919 года, а также против вооруженных формирований в районе городов Борзна и Чернигов. В том же году вступил в РКП(б).
В мае 1919 года заболел тифом, после чего находился на излечении в госпитале в Купянске. После выздоровления в июне того же года был призван в ряды РККА и направлен в 7-ю армию. С сентября того же года, находясь на должностях командира роты и батальона в составе 2-й стрелковой дивизии, принимал участие в обороне Петрограда от войск генерала Н. Н. Юденича (участвовал в боях в районе Нарвы и Петрограда, а также в боях за города Гатчина, Царское Село, Гдов и Ямбург). 20 декабря в бою в районе деревни Низы на реке Плюсса Васильев был ранен, после чего находился на излечении в Николаевском госпитале в Петрограде. После выздоровления в июле 1920 года направлен в распоряжение Политического управления Беломорского военного округа, где служил на должностях инспектора для поручений, командира и помощника командира по политической части территориального батальона, начальника отдела кадров и одновременно начальника штаба территориальных частей Архангельской губернии. Одновременно окончил ускоренные методические курсы при Политуправлении Беломорского военного округа в Архангельске (1920).

### Межвоенное время
В июле 1921 года направлен на учёбу в Высшую тактико-стрелковую школу комсостава, после окончания которой в 1922 году направлен в Петроградскую пехотную школу, где служил на должностях командира взвода, помощника командира роты, младшего руководителя по тактике, командира батальона.
В сентябре 1925 года направлен на учёбу в Военную академию РККА, после окончания которой в июле 1928 года направлен в Объединённую Белорусскую военную школу, где назначен на должность преподавателя тактики, в октябре того же года — на должность начальника учебного отдела этой же школы.
В январе 1931 года — на должности заместителя начальника 1-го отдела штаба Белорусского военного округа, однако в ноябре того же года направлен на учёбу на оперативный факультет Военной академии РККА имени М. В. Фрунзе с оставлением в занимаемой должности. После окончания обучения в мае 1932 года назначен на должность начальника штаба Киевской механизированной бригады (Украинский военный округ), преобразованной вскоре во 2-ю отдельную механизированную бригаду, а затем передислоцированной на Дальний Восток и включённой в состав ОКДВА. В мае 1934 года назначен на должность командира и военкома этой же бригады. В августе 1936 года «за успехи в боевой и политической подготовке бригады» полковник Васильев награждён орденом Ленина.
В феврале 1937 года назначен на должность командующего автобронетанковыми войсками Приморской группы войск ОКДВА. Через год, 11 февраля 1938 года был арестован органами НКВД СССР по обвинению по ст. 58-1б, 58-7, 58-8, 58-9, 58-11 УК РСФСР, после чего находился под следствием в областной тюрьме города Ворошилов. 29 октября 1939 года был освобождён в связи с прекращением дела, в ноябре восстановлен в кадрах РККА.
В декабре того же 1939 года назначен на должность преподавателя тактики Высшей военной школы штабной службы, в июле 1940 года — на должность заместителя командира 14-й танковой дивизии, а в марте 1941 года — на должность командира 46-й танковой дивизии (21-й механизированный корпус, Московский военный округ).

### Великая Отечественная война
С началом войны 23 июня назначен на должность командира 14-й танковой дивизии, которая вела боевые действия на Западном фронте в ходе Лепельского контрудара, затем выходила из Смоленского «котла».
В конце августа 1941 года назначен командиром 142-й танковой бригады, формирующейся в Московском военном округе, но через несколько дней это назначение было отменено. В сентябре 1941 года назначен на должность начальника Соликамского аэросанного училища.
В октябре 1942 года вернулся на фронт на должность начальника штаба 2-го механизированного корпуса (Калининский фронт), а 19 декабря того же года — на должность командира 19-й гвардейской стрелковой дивизии, которая вела наступательные боевые действия в ходе Великолукской операции.
3 февраля 1943 года полковник Васильев назначен командиром 19-го танкового корпуса. Под его командованием корпус воевал на Брянском, Центральном и Южном фронтах. Принимал участие в Курской битве и в битве за Днепр.
Особо отличился во главе корпуса на завершающем этапе Мелитопольской наступательной операции в конце октября 1943 года. Тогда корпус, вырвавшись на оперативный простор на территории Северной Таврии, стремительно преследовал войска противника, далеко оторвавшись от основных сил фронта. 31 октября передовые части 19-го танкового корпуса (при поддержке кавалерийского корпуса) совершенно внезапно для противника подошли к Турецкому валу и с ходу прорвали его (внезапность удара привела к тому, что немецкое командование не успело занять войсками подготовленные там оборонительные рубежи). 1 ноября танкисты вели бой уже в Крыму в районе Армянска, создав плацдарм на южном берегу Сиваша в районе села Перекоп. Осознав опасность, противник в ночь на 2 ноября организовал мощный контрудар, отбив Турецкий вал. Весь день передовые советские части дрались в полном окружении, израсходовав практически все боеприпасы. Генерал Васильев был тяжело ранен при налёте немецкой авиации, но остался в строю и продолжал руководить войсками. Командующий фронтом Ф. И. Толбухин разрешил прорыв из окружения, но сознавая стратегическую важность захваченного плацдарма для будущего прорыва в Крым, И. Д. Васильев принял иное решение. Он создал два небольших штурмовых отряда из членов экипажей подбитых танков, спешенных кавалеристов, сапёров, связистов и шоферов и передал им практически все оставшиеся боеприпасы. В ночь на 3 ноября оба отряда ударом с тыла атаковали немецкие позиции на Турецком валу, захватили ряд укреплённых позиций и значительно расширили захваченный плацдарм. Днём 3 ноября в район сражения подошёл первый из высланных командованием фронта отряд стрелковых частей на грузовиках, следом один за другим стали подходить и вступать в бой другие. В результате южнее Турецкого вала был создан Сивашский плацдарм в 3,5 км по фронту и глубиной до 4 км.
Верховный Главнокомандующий И. В. Сталин придавал настолько большое значение сражению за захват плацдармов в Крыму, что, узнав из донесения командующего Южным фронтом об удержании плацдарма, приказал в тот же день присвоить И. Д. Васильеву звание Героя Советского Союза, 19-й танковый корпус наградить орденом Красного Знамени и присвоить ему почётное наименование «Перекопский», а всех отличившихся бойцов корпуса наградить орденами.
Указом Президиума Верховного Совета СССР от 3 ноября 1943 года за умелое командование танковым корпусом, мужество и героизм, проявленные в борьбе с немецко-фашистскими захватчиками, генерал-лейтенанту танковых войск Ивану Дмитриевичу Васильеву присвоено звание Героя Советского Союза с вручением ордена Ленина и медали «Золотая Звезда».
Позднее, в 1948 году, эти события были отражены в художественном фильме «Третий удар» (режиссёр И. А. Савченко).
После выздоровления в январе 1944 года вернулся на должность командира 19-го танкового корпуса. В апреле того же года корпус перешёл в наступление на Перекопском перешейке в начале Крымской наступательной операции. По злой иронии судьбы, в этих боях генерал Васильев был повторно ранен 10 апреля 1944 года в районе Армянска, в нескольких километрах от того места, где он получил своё предыдущее ранение. К счастью, на этот раз ранение оказалось не столь тяжелым.
В июне того же года корпус под его командованием был передислоцирован из Крыма на 1-й Прибалтийский фронт, где вскоре принимал участие в Белорусской и Прибалтийской наступательных операциях, а с ноября 1944 года до конца войны — в блокаде группы войск противника на территории Курляндии.
В июле 1945 года Васильев направлен на Дальний Восток и назначен на должность командира 10-го механизированного корпуса (25-я армия, 1-й Дальневосточный фронт). В августе 1945 года умело руководил действиями корпуса в Маньчжурской наступательной операции во время советско-японской войны. За образцовое выполнение частями корпуса заданий командования в боевых действиях против войск противника на Дальнем Востоке, при прорыве Дуннинского укреплённого района, освобождении города Гирин корпус был награждён орденом Красного Знамени.

### Послевоенная карьера

Могила Ивана Дмитриевича Васильева на Новодевичьем кладбище Москвы

После окончания войны Васильев находился на прежней должности. 10-й механизированный корпус в январе 1946 года был преобразован в 10-ю механизированную дивизию, Васильев остался её командиром (дивизия вошла в состав 25-й армии и дислоцировалась на территории Северной Кореи).
В июне 1946 года назначен на должность начальника Управления боевой подготовки командующего бронетанковыми и механизированными войсками Советской армии, в июне 1948 года — на должность начальника Военной академии бронетанковых и механизированных войск Советской армии имени И. В. Сталина, в мае 1954 года — на должность заместителя начальника 10-го управления Генерального штаба ВС СССР, в октябре 1954 года — на должность генерала-инспектора по бронетанковым и механизированным войскам 10-го управления Генерального штаба. С сентября 1956 года — заместитель начальника бронетанковых войск Советской Армии.
Генерал-полковник танковых войск Васильев в январе 1958 года назначен на должность старшего военного советника начальника Военной академии имени Ф. Энгельса Национальной народной армии ГДР, в сентябре 1959 года — на должность заместителя начальника Штаба Объединённых Вооружённых сил государств — участников Варшавского Договора — заместителя начальника 10-го управления Генерального штаба ВС СССР по военной технике и вооружению бронетанковых войск, а в январе 1961 года — на должность начальника 2-го управления 10-го Главного управления Генерального штаба — заместителя начальника Штаба Объединённых Вооружённых сил государств — участников Варшавского Договора. Генерал-полковник танковых войск И. Д. Васильев в марте 1963 года уволен в отставку.
Жил в Москве. Умер 24 февраля 1964 года. Похоронен на Новодевичьем кладбище (участок 6, ряд 4, могила 4).

## Воинские звания
- Полковник (28 ноября 1935 года);
- Генерал-майор (7 февраля 1943 года);
- Генерал-лейтенант танковых войск (27 октября 1943 года);
- Генерал-полковник танковых войск (18 февраля 1958 года).

## Награды
- Медаль «Золотая Звезда» Героя Советского Союза (№ 1243; 3.11.1943);
- Три ордена Ленина (17.08.1936, 3.11.1943, 21.02.1945);
- Три ордена Красного Знамени (27.08.1943, 3.11.1944, 15.11.1950);
- Два ордена Кутузова 1-й степени (29.06.1945, 08.09.1945);
- Орден Суворова 2-й степени (27.10.1943);
- Орден Отечественной войны 1-й степени (16.05.1944);
- Орден Красной Звезды (18.12.1956);
- Медали СССР;

Награды иностранных государств
- Орден «Юнь-Гуй» (Китайская республика);
- Медаль «Китайско-советская дружба» (КНР).

## Память
В честь И. Д. Васильева назван микрорайон в Армянске (Крым) и улица в Симферополе.